# Душко Новаковић
Душко Новаковић (Титоград, 1948) српски је песник.

## Биографија
Отац му је био пилот-радиотелеграфиста у Енглеском краљевском ваздухопловству (РАФ) за време Другог светског рата. Преци по очевој линији доселили су се у Македонију, у Струмицу, из Егејског подручја, боравећи извесно време на острву Тасос, потом у Солуну. Његова мајка потиче из угледне подгоричке породице Брацовић- Златичанин. Изузетног гласа, Ксенија Цицварић, била је и остала позната као врхунски интерпретатор црногорског, србијанског и муслиманског мелоса, шиканирана и прогањана у периоду кад је песников отац, након Резолуције Информбироа робијао као политички затвореник у стаљинистичком логору у Жилави, у Румунији. Песник је у својој шестој години први пут видео оца што је, касније, оставило трага у његовој поезији – својеврсном аналогијом властите судбине са митом о Одисеју и Телемаху.
Дуго је радио у Југословенском аеротранспорту на разним компанијским пословима и паралелно уређивао поезију у листовима и часописима: Књижевна реч, Књижевност, Књижевне новине, Овдје.
Превођен је на многе светске језике, заступљен у бројним домаћим и страним антологијама, а недавно и у антологији „Коњ осам ногу има“ коју је приредио и превео знаменити амерички песник српског порекла Чарлс Симић.
Душко Новаковић је један од иницијатора за оснивање Српског књижевног друштва, чији је члан као и Српског ПЕН центра.

### Образовање
Новаковић се школовао у бившим југословенским републикама, сада самосталним државама, Македонији, Црној Гори и Србији, где је студирао југословенску и светску књижевност на Филолошком факултету у Београду.

### Приватни живот
Има два сина, Павла и Давида. Живи и ради у Београду као самостални књижевник.

## Награде и признања
Добитник је многих награда и признања међу којима су: Милан Ракић, Млада Струга, Змајева награда, Бранко Миљковић, Дисова, Даница Марковић, Ђура Јакшић, награда Васко Попа, Ристо Ратковић, Исток - запад, Десанка Максимовић, за песнички опус, те награда и признање града Београда за доринос српској књижевности, као и награду Барски љетопис.
О песничком делу овог аутора објављена је књига критичких текстова „Поезија Душка Новаковића“ и публикација „Душко Новаковић – Дисово пролеће“, као и неколико тематских блокова у књижевним часописима. Био је учесник и гост познатих светских фестивала поезије, а одржао је предавање о савременој поезији у некадашњој Југославији на универзитету Тагора у Индији, 1984. године и о поезији Васка Попе на Одсеку за славистичке студије на Бечком универзитету, 2008. године.

## Дела
Објавио је око петнаест збирки поезије од којих су најпознатије „Зналац огледала“, „Подеротине на врећи“, „Сати и животиње/Часови и животни“ - двојезично, на српско-хрватском и македонском, „Дијалог о немару“, „Ходником“, „Надзорник кварта“, „ Стационарије – песме рата и месечарења“, „Достављено музама“, „Сметењаков цртеж“, „Тупан и његов педагог“, „Клупе ненаграђених“, „ Кад ћемо светла погасити“, такође и четири избора из поезије: „Изабрао сам Месец“, „Биоскоп Лимијер/Cinema Lumiere“ – двојезично, на српском и француском, и обиман избор из књига објављених после 2000. године – „Сећање на прве људе“ и „Забава за утучене“, у издању Фондације Десанка Максимовић и издавачког центра Народне библиотеке Србије.
Бави се превођењем поезије и прозе са македонског. Објавио је „Антологију савремене македонске поезије“ и превео неколико самосталних књига савремених македонских песника.